# Ommatidiotus alternans
Ommatidiotus alternans är en insektsart som beskrevs av Géza Horváth 1916. Ommatidiotus alternans ingår i släktet Ommatidiotus och familjen Caliscelidae. Inga underarter finns listade i Catalogue of Life.